# Гуго II де Лузиньян
Гу́го II Добрый (фр. Hugues II le Cher; около 910 года — 950 или 967 год) — сеньор де Лузиньян.
Гуго II был сыном основателя рода Лузиньянов Гуго I Охотника. Согласно хронике монастыря Сен-Мексен (фр. Saint-Maixent), Гуго II построил родовой замок Лузиньянов, который, однако, впервые упоминается в письменных документах только в 1009 году.

## Брак и дети
Имя жены Гуго II неизвестно. Дети:
- Гуго III Белый (ок. 948 — ок. 1012), сеньор де Лузиньян с 950/967
- Жоселин де ла Рош (ок. 950 — ок. 1016).